# Municipal District of Provost No. 52
Der Municipal District of Provost No. 52 ist einer der 63 „municipal districts“ in Alberta, Kanada. Der Verwaltungsbezirk gehört zur „Census Division 7“ und wird der Region Zentral-Alberta zugerechnet. Der Bezirk als solches wurde zum 9. Dezember 1912 eingerichtet (incorporated als „Municipal District of Hillcrest No. 362“) und sein Verwaltungssitz befindet sich in der Kleinstadt Provost.
Der Verwaltungsbezirk ist für die kommunale Selbstverwaltung in den ländlichen Gebieten sowie den nicht rechtsfähigen Gemeinden, wie Dörfern und Weilern und Ähnlichem, zuständig. Für die Verwaltung der Kleinstädte in seinen Gebietsgrenzen ist er nicht zuständig.

## Lage
Der „Municipal District“ liegt im Osten der kanadischen Provinz Alberta, etwa 290 km südöstlich von Edmonton bzw. 410 km nordöstlich von Calgary und grenzt im Osten an die benachbarte Provinz Saskatchewan. Im Westen markiert der Battle River für eine kurze Strecke die Bezirksgrenze. Im Bezirk befindet sich keiner der Provincial Parks in Alberta.
Die Hauptverkehrsachsen des Bezirks sind der in Ost-West-Richtung verlaufende Alberta Highway 13 sowie der in Nord-Süd-Richtung verlaufende Alberta Highway 41. Außerdem verläuft eine Eisenbahnstrecke der Canadian National Railway durch den Bezirk.
| County of Minburn No. 27    | Municipal District of Wainwright No. 61     |              |
| Flagstaff County            | Kompassrose, die auf Nachbargemeinden zeigt | Saskatchewan |
| County of Paintearth No. 18 | Special Area No. 4                          |              |

## Bevölkerung
| Jahr | Erhebung          | Einwohner | Änderung | Fläche (km²) | Bev.-dichte (EW/km²) |
| ---- | ----------------- | --------- | -------- | ------------ | -------------------- |
| 2016 | Volkszählung 2016 | 2205      | - 3,6 %  | 3628,39      | 0,6                  |
| 2011 | Volkszählung 2011 | 2288      | - 10,2 % | 3625,20      | 0,6                  |

## Gemeinden und Ortschaften
Folgende Gemeinden liegen innerhalb der Grenzen des Verwaltungsbezirks:
- Stadt (City): keine
- Kleinstadt (Town): Provost
- Dorf (Village): Amisk, Czar, Hughenden
- Weiler (Hamlet): Bodo, Cadogan, Hayter, Metiskow

Außerdem bestehen noch weitere, noch kleinere Ansiedlungen und Einzelgehöfte. Weiterhin liegen im Bezirk auch Kolonien der Hutterer. Diese Kolonien haben eine dorfähnliche Struktur und in der Regel 100 bis 150 Einwohnern.